# Limosina minimella
Limosina minimella är en tvåvingeart som först beskrevs av Richards 1965.  Limosina minimella ingår i släktet Limosina och familjen hoppflugor.
Artens utbredningsområde är Costa Rica. Inga underarter finns listade i Catalogue of Life.